# 191街車站
191街車站（英語：191st Street station）是紐約地鐵IRT百老匯-第七大道線一個地鐵站，位於曼哈頓191街及聖尼古拉斯大道交界，設有1號線（任何時候停站）服務。

## 車站結構
| G        | 街道               | 出入口 升降機群位於北出口。註：月台與街道層不可無障礙通行 |
| M        | 夾層               | 閘機，車站詢問處                                          |
| P 月台層 | 側式月台，右側開門 | 側式月台，右側開門                                        |
| P 月台層 | 北行               | 往范科特蘭公園-242街（迪克曼街）                          |
| P 月台層 | 南行               | 往南碼頭（181街）                                         |
| P 月台層 | 側式月台，右側開門 |                                                           |

191街車站設有兩個側式月台和兩條軌道。兩個月台亦設有封閉式行人天橋，因此天橋上的行人無法看見軌道和月台（反之亦然）。
位於地面以下180英呎，此站亦是紐約地鐵系統當中最深的車站。1954年，維克托·赫斯使用此站進行宇宙線性質的實驗，此亦為他於1936年獲得諾貝爾物理學獎的發現，赫斯在車站的實驗包括量度車站上方沉積的花崗岩的放射性。雖然車站深入地下，但北行下一個車站迪克曼街車站，是位於地面上。這是因為191街車站幾乎位於曼哈頓島的最高點，而此站深入華盛頓高地礦山隧道地底，而迪克曼街位於一個深深的峽谷，幾乎在海平面上，而車站位於隧道入口，儘管兩站位於相同的海拔高度。